# Swiss Open Gstaad 1997
Lo Swiss Open Gstaad 1997 è stato un torneo di tennis giocato sulla terra rossa. È stata la 83ª edizione dello Swiss Open Gstaad, che fa parte della categoria World Series nell'ambito dell'ATP Tour 1997. Si è giocato al Roy Emerson Arena di Gstaad in Svizzera, dal 7 al 14 luglio 1997.

## Campioni

### Singolare
Félix Mantilla ha battuto in finale  Joan Albert Viloca con il punteggio di 6–1, 6–4, 6–4

### Doppio
Evgenij Kafel'nikov /  Daniel Vacek hanno battuto in finale  Trevor Kronemann /  David Macpherson con il punteggio di 5–7 7–6(4) 7–6(4)